# Oussama Haddadi
Oussama Haddadi (sinh ngày 28 tháng 1, 1992) là cầu thủ bóng đá người Tunisia thi đấu ở giải Ligue 1 cho câu lạc bộ Dijon và đội tuyển Tunisia ở vị trí hậu vệ.

## Sự nghiệp câu lạc bộ
Vào ngày 30 tháng 1 năm 2017, Haddadi lựa chọn thi đâu ở Ligue 1 cho câu lạc bộ Dijon, với bản hợp đồng hai năm rưỡi cùng đội bóng.

## Sự nghiệp quốc tế
Vào ngày 27 tháng 3 năm 2015, Oussama Haddadi có trận đấu quốc tế đầu tiên trước Nhật Bản. Vào tháng 5 năm 2018, anh có tên trong đội hình 23 cầu thủ tham dự World Cup 2018 ở Nga, giải đấu mà anh đã góp mặt trong cả 3 trận vòng bảng trước các đối thủ Bỉ, Anh và Panama, chung cuộc Tunisia rời giải với vị trí thứ 3 vòng đấu bảng.